# 諾姆·麥克唐納
諾曼·吉恩·麥克唐納（英語：Norman Gene Macdonald，1959年10月17日—2021年9月14日）是加拿大的一位演員、作家、製作人和喜劇人。他曾是週六夜現場五季的固定來賓，並且曾主持了三年的Weekend Update。在1999年至2001年，他曾創建了諾姆秀（The Norm Show），他也被喜劇中心評為最偉大的100名喜劇演員第83位。諾姆在2021年9月14日因癌症過世。